# 5606 Muramatsu
Az 5606 Muramatsu (ideiglenes jelöléssel 1993 EH) a Naprendszer kisbolygóövében található aszteroida. Satoru Otomo fedezte fel 1993. március 1-én.